# Іван Радулов
Іван Радулов (болг. Иван Георгиев Радулов; нар. 7 січня 1939, Бургас) – болгарський шахіст, гросмейстер від 1972 року.

## Шахова кар'єра
На перетині 1968 і 1969 років поділив 1-ше місце в Реджо-Емілії. У 1970-х роках належав до когорти провідних болгарських шахістів, тричі (1971, 1977, 1980) здобувши перемогу на чемпіонаті країни. Досягнув низки міжнародних успіхів, зокрема. переміг у таких містах, як: Торремолінос (1971), Гельсінкі (1972) Монтілья (1974, попереду Любомира Кавалека, Гельмута Пфлегера, Мігеля Кінтероса, Флоріна Георгіу і Ульфа Андерссона), Баймок (1975), знову Монтілья (1975, разом з Левом Полугаєвським), Кікіда (1976), Осло (1977) і Вербас (1979). 1982 року взяв участь у Меморіалі Рубінштейна в Поляниці-Здруй, посівши 3-тє місце, а на перетині 1986 і 1987 років поділив 1-ше місце на турнірі Кубок Рілтона в Стокгольм (разом із, зокрема, Хуаном Мануелем Бельйоном Лопесом). 2005 року переміг на турнірі за швейцарською системою в Сен-Кантені.
Неодноразово представляв Болгарію на командних змаганнях, зокрема:
- вісім разів на шахових олімпіадах (1968, 1970, 1972, 1974, 1978, 1980, 1982, 1986); призер: в командному заліку – бронзовий (1986)[4],
- чотири рази на командних чемпіонатах Європи (1970, 1977, 1980, 1983)[5],
- чотирнадцять разів на BŁĄD; чотирнадцятиразовий призер: в командному заліку – чотири рази золотий (1973, 1974, 1982, 1986), п'ять разів срібний (1971, 1972, 1975, 1976, 1979) і п'ять разів бронзовий (1977, 1978, 1980, 1981, 1990)[6],
- шість разів на BŁĄD[7].

Найвищий рейтинг Ело в кар'єрі мав станом на 1 липня 1973 року, досягнувши 2530 очок ділив тоді 47-50-те місце в світовому рейтинг-листі ФІДЕ (одночасно займаючи 1-ше місце серед болгарських шахістів).

## Зміни рейтингу
| На цьому місці має відображатися графік чи діаграма, однак з технічних причин його відображення наразі вимкнено. Будь ласка, не видаляйте код, який викликає це повідомлення. Розробники вже працюють для того, щоби відновити штатне функціонування цього графіка або діаграми. | |
| | На цьому місці має відображатися графік чи діаграма, однак з технічних причин його відображення наразі вимкнено. Будь ласка, не видаляйте код, який викликає це повідомлення. Розробники вже працюють для того, щоби відновити штатне функціонування цього графіка або діаграми. |